# Стоян, Денис Анатольевич
Дени́с Анато́льевич Стоя́н (укр. Денис Анатолійович Стоян; 24 августа 1981, Гребенки, Киевская область) — украинский футболист, защитник.

## Биография

### Клубная карьера
Воспитанник ДЮСШ Счастливое, Киевская область. Начал профессиональную карьеру в клубе «Борисфен». В команде дебютировал 31 июля 1997 года в матче против «Цементник-Хорда» (0:1). В команде провёл 145 матчей и забил 3 гола. В ноябре 2000 года провёл 2 матча в белоцерковской «Роси». В декабре 2003 года получил статус свободного агента. В феврале 2004 года перешёл в одесский «Черноморец». Летом 2004 года перешёл в полтавскую «Ворсклу». В команде провёл 3 года и сыграл 81 матч. Также провёл несколько матчей в качестве капитана команды.
Летом 2007 года перешёл в симферопольскую «Таврию». Стоян стал известен после скандала с курением марихуаны. После матча с днепропетровским «Днепром» (0:1), провели допинг-контроль, проба взятая у Стояна показала наличие в организме марихуаны. Дело передали в контрольно-дисциплинарный комитет, и он решил дисквалифицировать Стояна на четыре месяца, начиная с 23 мая 2008 года. Денис не стал отрицать вины, в интервью он сказал, что был на дне рождения и там ему дали попробовать кальян в первый раз в жизни; он утверждал, что не знал, что там марихуана. В июне 2008 года покинул «Таврию».
В сентябре 2008 года подписал контракт с черниговской «Десной». Провёл в команде полгода и перешёл в «Николаев». В 2009 году провёл 5 матчей за «Николаев», затем 10 матчей в первенстве Казахстана за «Кайсар».

### Карьера в сборной
Выступал за молодёжную сборную Украины до 21 года. Вместе с юношеской сборной до 19 лет дошёл до финала чемпионата Европы в 2000 году в Германии. Тогда Украина в финале проиграла Франции (1:0). В 2001 году играл на чемпионате мира U-20 в Аргентине, где Украина вышла в 1/8 финала.

## Достижения
- Серебряный призёр Первой лиги Украины (1): 2002/03
- Победитель Второй лиги Украины (1): 1999/00
- Серебряный призёр Второй лиги Украины (1): 1998/99
- Обладатель Кубка Второй лиги Украины (1): 1999/00
- Серебряный призёр юношеского чемпионата Европы (1): 2000.

## Личная жизнь
Его старший брат Максим также футболист. Он, так же как и Денис, выступал за «Борисфен» и «Черноморец».